# Stephan von Tournai
Stephan von Tournai (* 18. März 1128 in Orléans; † 11. September 1203 in Tournai) war ein französischer Geistlicher, Kanoniker, Dekretist und Bischof von Tournai.

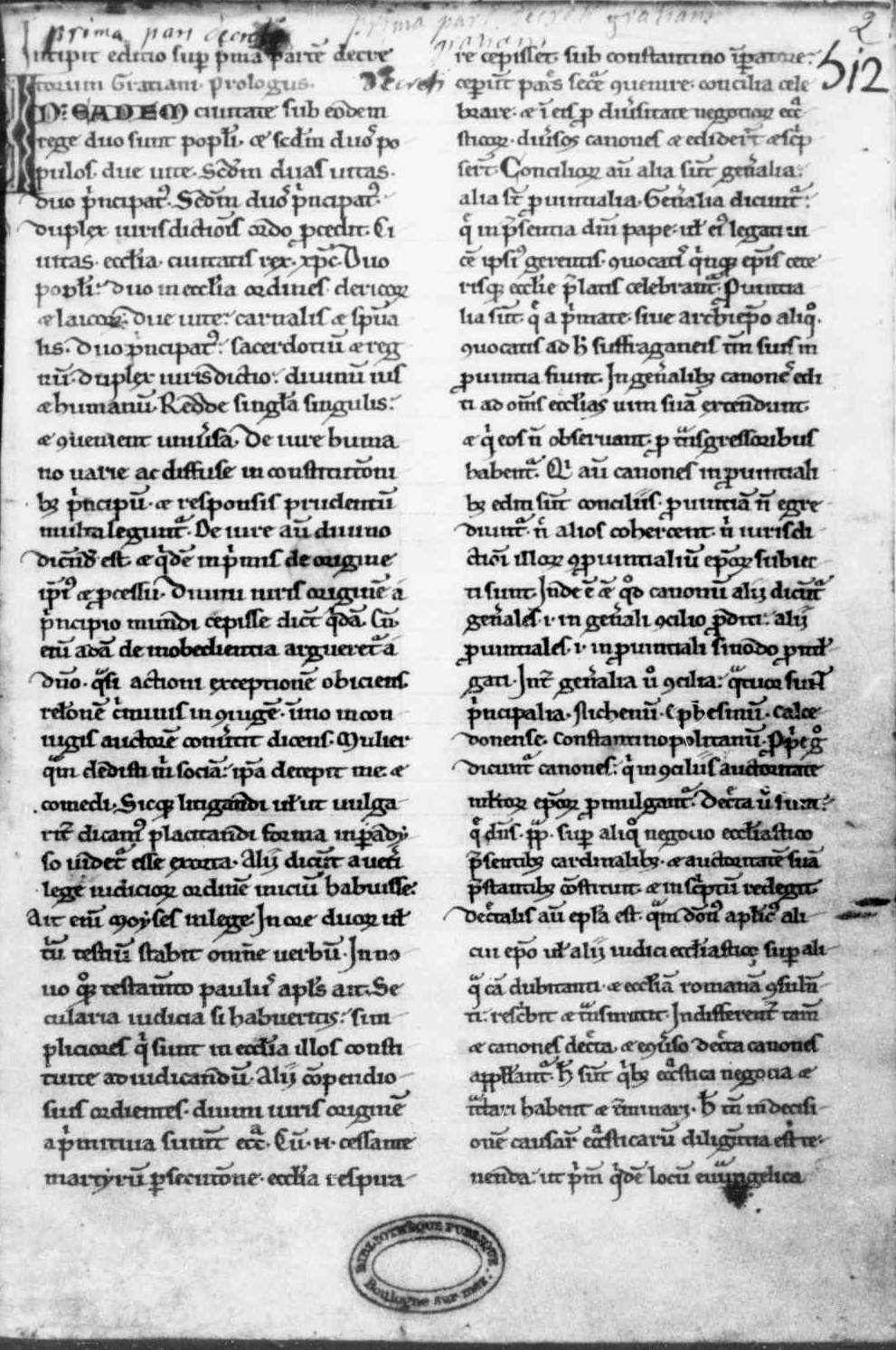
Summa Decreti, Manuskript aus dem 13. Jahrhundert. Boulogne-sur-Mer, Bibliothèque des Annonciades, Fonds ancien, ms. 119.

## Leben
Stephan von Tournai erhielt seine erste Ausbildung und Erziehung an der Kathedralschule in Orléans, um dann von 1145 bis 1150 in Bologna Römisches Recht und Kanonistik zu studieren. Hier besuchte er Vorlesungen des italienischen Juristen Bulgarus (1085–1166), dem wohl bekanntesten der „Vier Doktoren“ (lat. „Quatuor Doctores“), des Alberico di Porta Ravegnana (1130–1200) und möglicherweise auch die des Rufinus von Bologna (1130–1192).
Um 1150 trat Stephan von Tournai in den Orden der Kanoniker in Orléans ein. 1159 veröffentlichte er als Autor sein Werk Summa in decretum Gratiani, das weitestgehend auf ähnlichen Werken wie denen des Juristen Paucapalea, Rufinus von Bologna und Rolando (gelegentlich fälschlich als Papst Alexander III. interpretiert) basierte. Nach der Rückkehr in sein Kloster im Jahre 1160 wählte man ihn 1167 zum Abt von Saint-Euverte und dann 1177 zum Abt von Ste-Geneviève in Paris. Die alte Kirche des Klosters baute er ab 1180 fast vollständig um und richtete in diesem Zusammenhang eine Klosterschule ein.
1192 wählte man ihn zum Bischof von Tournai, wobei er bei der Ausübung seines bischöflichen Amtes in zweierlei Hinsicht mit erheblichen Behinderungen zu tun hatte. Zum einen war es der oppositionelle Widerstand des Volkes und zum anderen das Scheidungsverfahren von Philipp II. mit der dänischen Prinzessin Ingeborg von Dänemark, in dessen Folge Papst Innozenz III. als Konsequenz ein Interdikt gegen Frankreich verhängte. Das Amt des Bischofs behielt er bis zu seinem Tod am 11. September 1203.

## Ergänzende Biographie
Stephanus Tornacensis, wie er auch genannt wurde, verfügte über ein großes Fachwissen. Hierzu zählte die Kenntnis der Patristik wie auch die der zeitgenössischen Literaten, wie des Petrus Lombardus, Robert von Melun und Hugo von St. Viktor. Stephan von Tournai, der auch Schüler des Glossators Martinus Gosias war, galt zwar als Anhänger des römischen Rechts, allerdings war dieses Interesse nicht von übergeordneter Natur. Das zeigte sich in dessen Gedicht aus seiner Bologner Studienzeit, das die „septem artes liberales“ (Sieben freie Künste) behandelte, indem er das Wesen der Grammatik beschrieb, ohne jedoch einen Bezug zum Distinguieren herzustellen. Die zweite „ars“ des Dreiwegs (lat. Triviums) hatte für Stephan zwar hinsichtlich ihrer Stilistik einen hohen Stellenwert, als Antrieb der Technik der Distinktion sah er jedoch die Dialektik.

## Werke
- Summa in decretum Gratiani (1159).